# 沃特福德 (紐約州村)
沃特福德（英語：Waterford）是位於美國紐約州薩拉托加縣的村。

## 人口
根據2020年美國人口普查的數據，沃特福德的面積為0.93平方千米，當中陸地面積為0.73平方千米，而水域面積為0.20平方千米。當地共有人口2038人，而人口密度為每平方千米2,191人。